# نظام الصرف الصحي في لندن

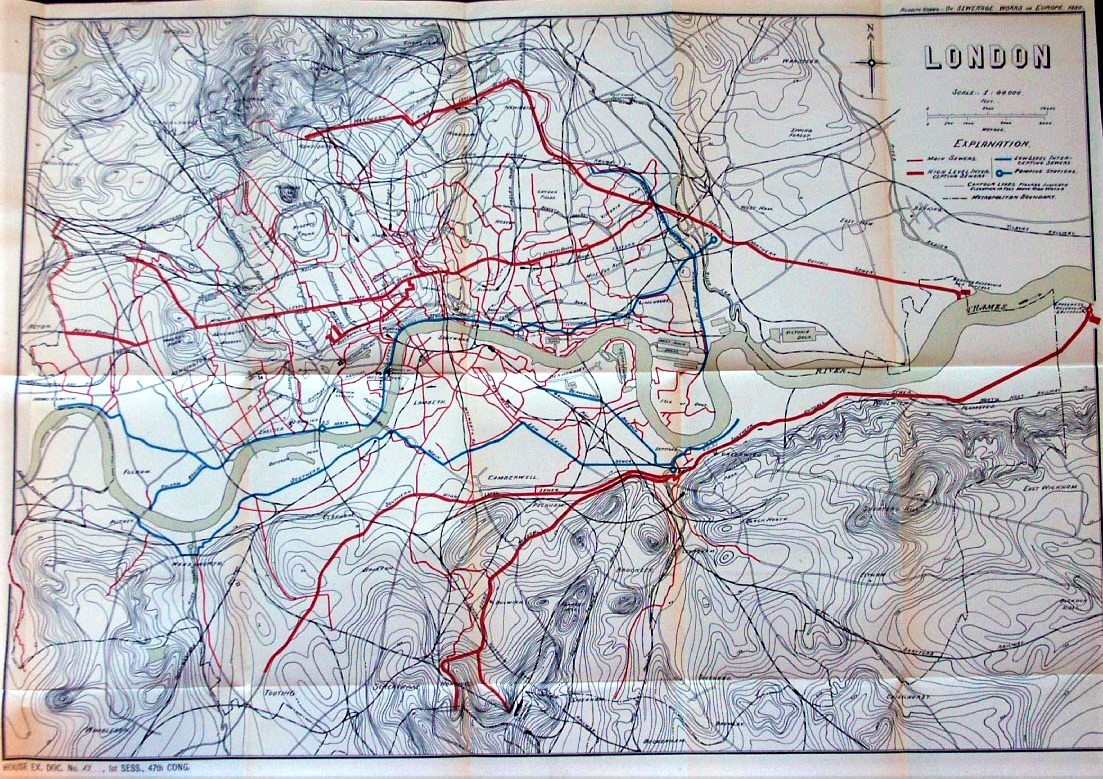
خريطة نظام الصرف الصحي في لندن من عام 1882.

نظام الصرف الصحي في لندن يعد نظام الصرف الصحي في لندن جزءًا من البنية التحتية للمياه التي تخدم لندن، إنجلترا. تم تطوير النظام الحديث خلال أواخر القرن التاسع عشر، ومع نمو لندن، تم توسيع النظام. وهي مملوكة ومدارة حاليًا من قبل مياه التايمز وتخدم جميع مناطق لندن الكبرى تقريبًا.

## تاريخ
خلال أوائل القرن التاسع عشر، كان نهر التايمز مجاري مفتوحة، مع عواقب وخيمة على الصحة العامة في لندن، بما في ذلك أوبئة الكوليرا. وقد نتجت هذه عن سلالات منتجة للسموم المعوية من بكتيريا الضمة الكوليرية. على الرغم من أن تلوث إمدادات المياه تم تشخيصه بشكل صحيح من قبل الدكتور جون سنو أثناء تحقيقه في كارثة تفشي وباء الكوليرا في عام 1849 كطريقة للتواصل، كان يعتقد أن الميازما أو الهواء السيئ، كان مسؤولاً حتى تفشي عام 1866. تم تقديم مقترحات لتحديث نظام الصرف الصحي في أوائل القرن الثامن عشر، لكن تكاليف مثل هذا المشروع ردع التقدم. تبعت مقترحات أخرى في عام 1856، ولكن تم تجاهلها مرة أخرى بسبب التكاليف. ومع ذلك بعد النتنة العظيمة لعام 1858 أدرك البرلمان إلحاحية المشكلة وعزم على إنشاء نظام حديث للصرف الصحي.
جوزيف بازالجيت، مهندس مدني وكبير المهندسين في مجلس متروبوليتان للأعمال ، تم تكليفه بالمسؤولية عن العمل. قام هو وزملاؤه، بما في ذلك ويليام هايوود، بتصميم نظام صرف صحي تحت الأرض واسع يحول النفايات إلى مصب نهر التايمز، في الجزء السفلي من المركز الرئيسي للسكان. تم إنشاء ست مجاري اعتراضية رئيسية يبلغ طولها حوالي 160 كيلومترًا (100 ميل)، وبعضها يشمل مساحات من الأنهار «المفقودة» في لندن. كانت ثلاثة من هذه المجاري شمالي النهر، وتم دمج الجزء الجنوبي من المستوى المنخفض في سد التايمز. سمح الجسر أيضًا بطرق جديدة وحدائق عامة جديدة وخط الدائرة في مترو أنفاق لندن. تم افتتاح سد فكتوريا أخيرًا رسميًا في 13 يوليو 1870.
تم تغذية المجاري المعترضة، التي تم بناؤها بين 1859 و1865، بواسطة 450 ميل (720 كم) من المجاري الرئيسية التي بدورها نقلت محتويات حوالي 13000 ميل (21000 كم) من المجاري المحلية الأصغر. تطلب بناء نظام الاعتراض 318 مليون طوب و2.7 مليون متر مكعب من الأرض المحفورة و670.000 متر مكعب من الخرسانة. عزز الاستخدام المبتكر لأسمنت بورتلاند الأنفاق، التي كانت في حالة جيدة بعد 150 عامًا.
تسمح الجاذبية لمياه الصرف الصحي بالتدفق شرقاً ، ولكن في أماكن مثل تشيلسي وديبتفورد وآبي ميلز، تم بناء محطات الضخ لرفع المياه وتوفير تدفق كاف. تتغذى شبكات الصرف الصحي شمال نهر التايمز على المجاري الشمالية، والتي تغذي أعمال معالجة رئيسية في بيكتون. إلى الجنوب من النهر، يمتد المجرى الجنوبي لمصريف مماثل في كروسنيس.
خلال القرن العشرين، تم إدخال تحسينات كبيرة على نظام الصرف الصحي وتوفير معالجة الصرف الصحي للحد بشكل كبير من تلوث مصب نهر التايمز وبحر الشمال.

## احتياجات التنمية الحديثة
تم تصميم النظام الأصلي ليتعامل مع 6.5 مم (1/4 ") من الأمطار في الساعة داخل منطقة مستجمعات المياه، ويدعم عددًا أقل من السكان اليوم. وقد أدى نمو لندن إلى الضغط على سعة نظام الصرف الصحي. خلال العواصف، على سبيل المثال، يمكن أن تؤدي المستويات المرتفعة من الأمطار (التي تزيد عن 6 مم في الساعة) في فترة زمنية قصيرة إلى إرباك النظام. ولا تستطيع المجاري وأعمال المعالجة التعامل مع الكميات الكبيرة من مياه الأمطار التي تدخل النظام. وتندمج مياه الأمطار مع مياه الصرف الصحي مجتمعة يتم تصريف المجاري والمياه المختلطة الزائدة في نهر التايمز. إذا لم يحدث ذلك بسرعة كافية، تحدث فيضانات محلية (نظير تكلفة إضافية). يمكن أن يعني هذا التدفق الزائد للصرف الصحي أن تغرق الشوارع بمزيج من المياه والصرف الصحي، مما يتسبب في مخاطر صحية.
في إعادة تطوير منطقتي آيل أوف دوغز ورويال دوكس في شرق لندن خلال أواخر الثمانينات وأوائل التسعينات، استثمرت مؤسسة تطوير دوكلاندز لندن في البنية التحتية الرئيسية الجديدة للصرف الصحي لإدارة الصرف الصحي المستقبلي وجريان المياه السطحية من التطورات المقترحة. قام المهندس الاستشاري السير ويليام هالكور وشركاه بتصميم نظام من الأنفاق ذات القطر الكبير تخدمها محطات الضخ الجديدة. في الأحواض الملكية، تم بناء ما يقرب من 16 ميلًا (25 كم) من مصارف المياه الكريهة والسطحية، بالإضافة إلى محطات الضخ في حوض المد والجزر (التي صممها ريتشارد روجرز شراكة) ونورث وولويتش (المهندس المعماري: نيكولاس جريمشو). يتم تقديم شبكة الصرف الصحي في جزيرة الكلاب بواسطة محطة ضخ مياه الأمطار الواقعة في شارع ستيوارت، والتي صممها جون أوترام.